# Palermo (Dakota Północna)
Palermo – miasto w Stanach Zjednoczonych, w stanie Dakota Północna, w hrabstwie Mountrail.